# Hypasclera flavicollis
Hypasclera flavicollis is een keversoort uit de familie schijnboktorren (Oedemeridae). De wetenschappelijke naam van de soort is voor het eerst geldig gepubliceerd in 1866 door Kirsch.